# Belgische kampioenschappen atletiek 1924
In 1924 vonden de Belgische kampioenschappen atletiek Alle Categorieën voor de mannen plaats op donderdag 29 mei en zondag 1 juni in Schaarbeek. De kampioenschappen voor vrouwen vonden op 13 juli plaats in het Josaphatpark in Schaarbeek.

## Uitslagen
| Atleet                | Prestatie | Onderdeel            | Atlete                  | Prestatie    |
| --------------------- | --------- | -------------------- | ----------------------- | ------------ |
| -                     | -         | 80 m                 | Elise Vantruijen        | 10,5 s       |
| Henri Cockuyt         | 11,0 s    | 100 m                |                         |              |
| Henri Cockuyt         | 22,5 s    | 200 m                |                         |              |
| -                     | -         | 250 m                | Antoinette Gallemaers   | 36,8s        |
| François Morren       | 51,1 s    | 400 m                | -                       | -            |
| François Morren       | 2.02,6    | 800 m                | -                       | -            |
| -                     | -         | 1000 m               | Walburga Van Steenlandt | 3.20,1       |
| Leon Fourneau         | 4.10,3    | 1500 m               | -                       | -            |
| Marcel Alavoine       | 16.01,8   | 5000 m               | -                       | -            |
| Marcel Alavoine       | 35.36,0   | 10.000 m             | -                       | -            |
| -                     | -         | 83 m horden          | Henriette Vandaelen     | 14,8 s       |
| Powell (René Joannes) | 16,8 s    | 110 m horden         |                         |              |
| Jules Migeot          | 58,9 s    | 400 m horden         | -                       | -            |
| Jean Hénault          | 1,70 m    | hoogspringen         | Elise Vantruijen        | 1,40 m       |
| Maurice Henrijean     | 3,10 m    | polsstokhoogspringen | -                       | -            |
| Jean Lefebvre         | 6,73 m    | verspringen          | Elise Vantruijen        | 4,735 m      |
| Desiré Wuyts          | 11,43 m   | kogelstoten          | Sidonie Verschueren     | 16,52 m (2H) |
| Arthur De Laender     | 35,85 m   | discuswerpen         | José Paques             | 26,57 m (NR) |
| Adolf Hauman          | 46,18 m   | speerwerpen          | Georgette Vandyck       | 35,63 m (2H) |

NR: nationaal record

2H: twee handen samengeteld
1889 · 
1890 · 
1891 · 
1892 · 
1893 · 
1894 · 
1895 · 
1896 · 
1897 · 
1898 · 
1899 · 
1900 · 
1901 · 
1902 · 
1903 · 
1904 · 
1905 · 
1906 ·
1907 ·
1908 · 
1909 · 
1910 · 
1911 · 
1912 · 
1913 · 
1914 · 
1919 · 
1920 · 
1921 · 
1922 · 
1923 · 
1924 · 
1925 · 
1926 · 
1927 · 
1928 · 
1929 · 
1930 · 
1931 · 
1932 · 
1933 · 
1934 · 
1935 · 
1936 · 
1937 · 
1938 · 
1939 · 
1940 · 
1941 · 
1942 · 
1943 · 
1944 · 
1945 · 
1946 · 
1947 · 
1948 · 
1949 · 
1950 · 
1951 · 
1952 · 
1953 · 
1954 · 
1955 · 
1956 · 
1957 · 
1958 · 
1959 · 
1960 · 
1961 · 
1962 · 
1963 · 
1964 · 
1965 · 
1966 · 
1967 · 
1968 · 
1969 · 
1970 · 
1971 · 
1972 · 
1973 · 
1974 · 
1975 · 
1976 · 
1977 · 
1978 · 
1979 · 
1980 · 
1981 · 
1982 · 
1983 · 
1984 · 
1985 · 
1986 · 
1987 · 
1988 · 
1989 · 
1990 · 
1991 · 
1992 · 
1993 · 
1994 ·
1995 · 
1996 · 
1997 · 
1998 · 
1999 · 
2000 · 
2001 · 
2002 · 
2003 · 
2004 · 
2005 · 
2006 · 
2007 · 
2008 · 
2009 · 
2010 · 
2011 · 
2012 · 
2013 · 
2014 · 
2015 · 
2016 · 
2017 · 
2018 · 
2019 · 
2020 · 
2021 · 
2022 · 
2023 · 
2024